# 생루이 (과들루프)

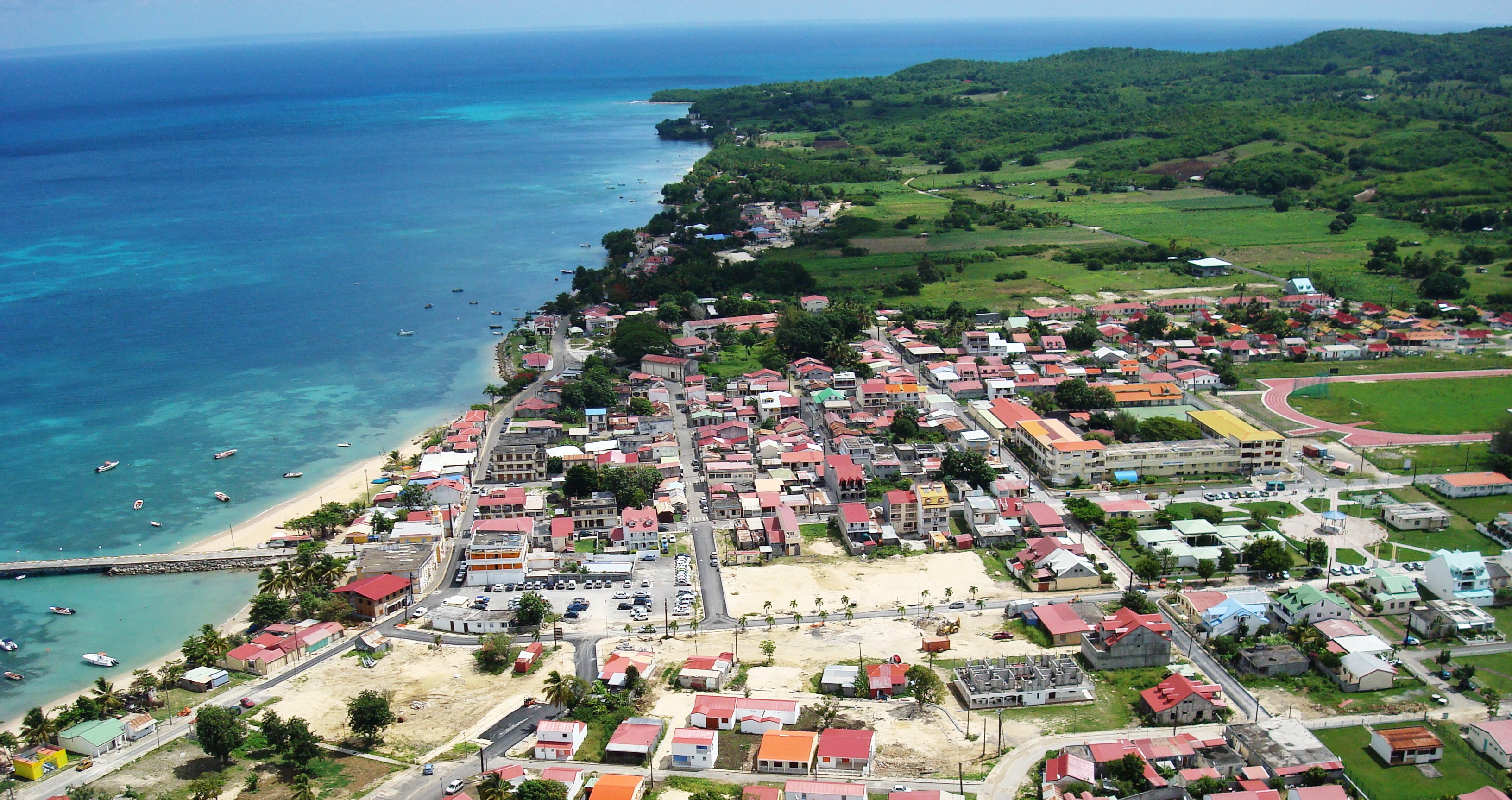
생루이

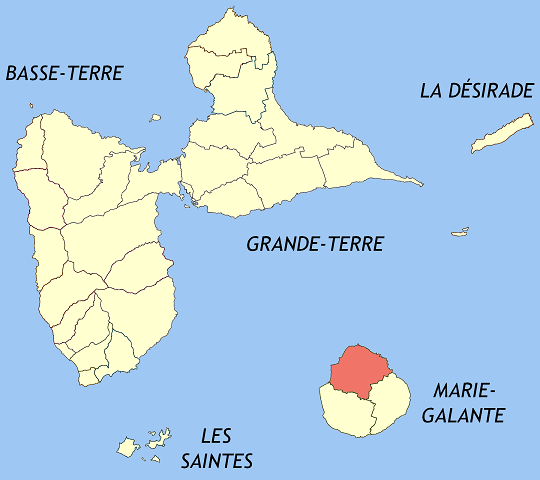
생루이의 위치

생루이(프랑스어: Saint-Louis)는 카리브해에 위치한 프랑스의 해외 레지옹인 과들루프의 도시로 면적은 56.28km2, 인구는 2,575명(2013년 기준), 인구 밀도는 46명/km2이다.

## 같이 보기
- 과들루프의 코뮌 목록